# FlixTrain
FlixTrain is een spoorwegonderneming van het Duitse holdingsbedrijf Flix. De eerste treindienst van FlixTrain werd opgestart in maart 2018. Anno 2024 verzorgt FlixTrain treindiensten in Duitsland (inclusief het Zwitserse Bazel). Alle treinen van FlixTrain worden gereden door onderaannemers. FlixTrain verzorgt hierbij de marketing. FlixTrain wordt vaak gezien als lagekostentrein en goedkoop alternatief voor DB Fernverkehr op het spoor.

## Geschiedenis
In 2018 kwam de eerste treindienst van FlixTrain tot stand door samenwerking met de spoorwegdienst van de Hamburg-Köln-Express. Later kwamen daar verscheidene andere treindiensten in Duitsland bij, waarbij er eentje doorrijdt naar het Zwitserse Bazel.
Tijdens de coronacrisis werd het treinverkeer van FlixTrain meerdere malen gestaakt.

## Buiten Duitsland
Vanaf 2021 tot januari 2024 reed er ook een treindienst van Stockholm naar Göteborg onder de vlag van FlixTrain. In 2023 werd bekend dat FlixTrain een aanvraag had ingediend om ook in Nederland te mogen rijden, van Oberhausen naar Rotterdam. In oktober 2024 maakte het bedrijf echter bekend daar voorlopig niet verder mee te gaan.
In november 2024 kreeg FlixTrain in Polen toestemming om vanaf december 2025 een directe trein tussen Berlijn en Warschau te rijden, zonder binnenlandse trajecten in Polen. Daarmee wordt het monopolie van PKP Intercity daar verbroken.

## Ticketsamenwerking
Flixtrain startte in 2023 een samenwerking met de Duitse regionale treinvervoerders, verenigd in het Deutschlandtarifverbund.
Door deze samenwerking kunnen doorgaande treintickets gekocht worden die een rit op een Flixtrain combineren met een regionale trein. 
Vanaf begin 2024 kon dat vanaf 31 regionale stations in plaats van 5.
Vanaf januari 2025 breidde deze samenwerking uit naar regionale treinverbindingen naar 230 regionale stations in Noordrijn-Westfalen plus de drie Nederlandse stations Arnhem, Enschede en Venlo, waardoor Flixtrain voortaan 550 bestemmingen aanbood.

## Materieel

### Talgo 230
FlixTrain kondigde in mei 2025 een bestelling aan van 30 (optioneel tot 65) Talgo 230-hogesnelheidstreinen voor een bedrag van 1,060 miljard, waarvan 2,4 miljard euro bevestigd. Deze versie is ontworpen voor Duitsland, Nederland, Oostenrijk, Denemarken en Zweden.